# Minor Álvarez
Minor de Jesús Álvarez Cordero (San José, 14 de noviembre de 1989) es un futbolista costarricense, que cuenta también con la nacionalidad guatemalteca. Juega de arquero y su equipo actual es el Deportivo Marquense de la Liga Nacional de Fútbol de Guatemala, debutó con la Selección Nacional de Costa Rica en un partido contra Panamá el 10 de octubre de 2020, con resultado de derrota por un gol. Tres días después jugaría de nuevo contra el mismo rival, con el mismo resultado adverso.
Suele utilizar una gorra por temas de marketing.

## Clubes
| Club                    | País       | Año         |
| ----------------------- | ---------- | ----------- |
| Deportivo Saprissa      | Costa Rica | 2010-2011   |
| Belén Bridgeston F.C    | Costa Rica | 2011-2012   |
| Santos                  | Costa Rica | 2012        |
| Xelajú                  | Guatemala  | 2013        |
| Malacateco              | Guatemala  | 2014        |
| Antigua Guatemala       | Guatemala  | 2014-2015   |
| Deportivo Petapa        | Guatemala  | 2015        |
| Club Sport Cartaginés   | Costa Rica | 2016        |
| Municipal San Ramón     | Costa Rica | 2016        |
| Municipal Pérez Zeledon | Costa Rica | 2017        |
| Municipal San Ramón     | Costa Rica | 2018-2019   |
| Juventud Escasuzeña     | Costa Rica | 2019-2020   |
| Limón FC                | Costa Rica | 2020        |
| C.S Herediano           | Costa Rica | 2021        |
| Municipal Pérez Zeledon | Costa Rica | 2021        |
| C.D Cobán Imperial      | Guatemala  | 2022 - 2025 |
| Deportivo Marquense     | Guatemala  | 2025 - act. |

## Palmarés
| Título                        | Equipo             | País      | Año  |
| ----------------------------- | ------------------ | --------- | ---- |
| Primera División de Guatemala | C.D Cobán Imperial | Guatemala | 2022 |